# Risorse didattiche aperte

Versione in italiano del logo mondiale Risorse Didattiche Aperte

Le Risorse Didattiche Aperte o Risorse Educative Aperte (in inglese OER, Open Educational Resources) sono materiali didattici prevalentemente in formato digitale resi disponibili con licenze che ne permettono il riutilizzo, la modifica e la distribuzione. Si tratta di un'iniziativa promossa dalla comunità internazionale per l'educazione come bene comune.

## Caratteristiche
Il termine "Open Educational Resources" è stato adottato la prima volta al forum UNESCO del 2002 sull'Impatto dei Contenuti Didattici Aperti per l'Istruzione Superiore nei Paesi in Via di Sviluppo, finanziato dalla William and Flora Hewlett Foundation.
Le risorse didattiche aperte includono:
- contenuti didattici: corsi completi, moduli, unità didattiche, collezioni e pubblicazioni.
- strumenti: software per la creazione, la distribuzione, l'utilizzo e il miglioramento di contenuti didattici aperti, inclusi ricerca e organizzazione di contenuti, sistemi per la gestione dei contenuti e dell'apprendimento, strumenti per lo sviluppo di contenuti e comunità di apprendimento online.
- risorse per l'operatività: licenze per la proprietà intellettuale per la promozione dell'editoria aperta di materiali, principi di progettazione e localizzazione dei contenuti.

La normativa italiana prevede l'uso di tali risorse, come specificato nell'allegato al D.M. 781/2013, prevedendo espressamente l'uso di "contenuti acquisiti indipendentemente o reperibili in rete o prodotti attraverso il lavoro individuale o collaborativo dei docenti, eventualmente anche attraverso il coinvolgimento dei discenti. Un ruolo particolarmente importante hanno in questo campo le risorse educative aperte (Open Educational Resources - OER), delle quali si intende promuovere l'uso e la produzione."
In Italia è attiva dal 2015 la rete Educazione Aperta Italia, un gruppo di esperti, insegnanti, imprenditori, docenti, ricercatori, attivisti e studenti che mira a promuovere l’Educazione Aperta in Italia, che si occupa di promuovere l'uso e la produzione di risorse didattiche aperte, con particolare attenzione all’impatto sociale dell'uso di contenuti e pratiche aperte.

## Requisiti
Per essere aperta una risorsa educativa deve:
- essere aperta dal punto di vista dei diritti d'uso, dunque rilasciata con una licenza aperta (ma non necessariamente senza alcun copyright o di Pubblico dominio), ovvero con una licenza Creative Commons o GNU Free Documentation License;
- essere aperta dal punto di vista "tecnico": deve essere dunque possibile accedere al codice sorgente (per esempio, per una risorsa prodotta con il software eXelearning, deve essere permesso accedere al file "elp"; per una prodotta con Hot Potatoes ai file "jcw", "jqz", ...);
- essere resa disponibile: deve essere possibile accedere alla risorsa per usarla, scaricarla, modificarla, distribuirla (se la risorsa è "aperta" dal punto di vista della licenza e dei contenuti, ma risiede su un hard disk privato non può essere considerata realmente "aperta"; non basta nemmeno che la risorsa sia accessibile via internet: deve essere possibile "trovarla"; quindi è opportuno che sia inserita in una repository e che sia opportunamente taggata).

## Eventi significativi
Forum UNESCO online sui contenuti open source per l'istruzione superiore dal 24 ottobre al 2 dicembre 2005.
Nel giugno 2007, gli educatori che partecipavano all'iCommons iSummit a Ragusa (Dubrovnik) si sono uniti in un movimento mondiale per rendere evidente l'emergente iniziativa sull'educazione aperta e per esplorare modalità per migliorare la creazione, la condivisione e l'evoluzione del materiale educativo aperto.
Nel gennaio 2008 è stata pubblicata la dichiarazione di Città del Capo sull'istruzione aperta.
Nel giugno 2012 è stato organizzato il primo OER UNESCO OER World Congress.
Nel settembre 2017 è stato organizzato il secondo OER UNESCO OER World Congress.